# Bacteriofobia

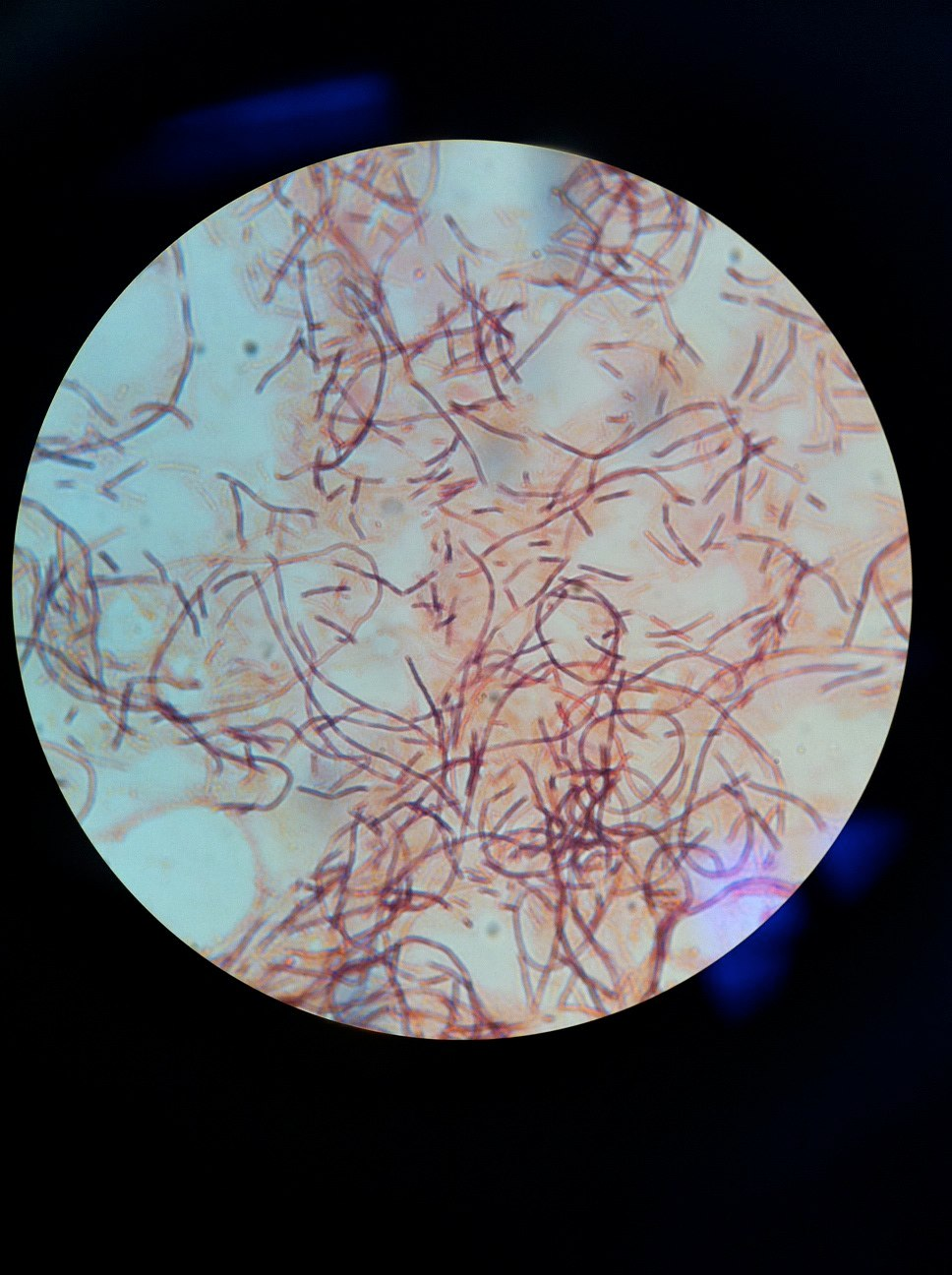
Cultura de bactérias em um iogurte (imagem de representação á fobia)

A Bacteriofobia ou também conhecida como Bacilofobia é o medo compulsivo de entrar em contato com bactérias. A Bacilofobia é Microbiofobia, na Microbiofobia todos os seres vivos microscópicos causam desconforto ao portador, já na Bacteriofobia o problema é principalmente com bactérias, os microbiofobicos normalmente também são bacilofobicos. 
Os bacilofóbicos tem problemas com a limpeza compulsiva das mãos, do seu corpo e dos objetos que estão em sua volta. Na cultura popular o personagem principal do filme O Aviador apresenta uma fobia similar a Bacteriofobia. A bacteriofobia pode ser tratada com terapia com psicólogos, psiquiatras e em casos mais graves remédios para ansiedade para diminuir o TOC.